# جائزة جنوب إفريقيا الكبرى 1960
جائزة جنوب أفريقيا الكبرى 1960 هو سباق فورمولا 1 أقيم بتاريخ 27 ديسمبر 1960. حلّ البريطاني ستيرلنغ موس أولا بينما جاء السويدي يواكيم بونييه في المركز الثاني وحصل على المركز الثالث الأسترالي جاك برابهام.